# Bo (formue)
 For alternative betydninger, se Bo. (Se også artikler, som begynder med Bo)
Et bo er i juridisk sprogbrug en betegnelse for en persons eller virksomheds samlede formuemasse. Udtrykket anvendes især, når formuen af den ene eller anden årsag er under opgørelse og afvikling. Et bo opgøres og fordeles eksempelvis i tilfælde af død, konkurs, skilsmisse og lignende situationer. Et bo vil normalt være en selvstændig juridisk person.

## Etymologi
Ordet stammer fra det oldnordiske ord bú og er oprindelig afledt af verbet "bo".

## Anvendelse
Ordet anvendes i en række sammensætninger. Et dødsbo er således en afdød persons formue, der vurderes ved en boopgørelse og i Danmark godkendes af Skifteretten. Tidligere brugtes også ordet "stervbo" (hvor første led er beslægtet med tysk "sterben") i samme betydning. Tilsvarende opgøres efter en virksomheds konkurs dens konkursbo. Et særbo er et bo, der tilhører en ægtefælle som særeje, mens modsætningen "fællesbo" er et ægtepars fælles ejendom.
Udtrykket indgår også i det faste udtryk "at sidde i uskiftet bo", dvs. at overtage en afdød ægtefælles formue i stedet for at opgøre og dele boet med øvrige arvinger.

## Boafgift og arveafgift
Indenfor arveret er en boafgift den skat, der betales af boet efter en afdød person. I daglig tale omtales en sådan skat ofte som en arveafgift; der er imidlertid den principielle sondring mellem de to begreber, at en boafgift beregnes under ét af den samlede formue, som en afdød efterlader sig, og afgiften betales af boet før udlodning af arven til arvingerne. I modsætning hertil er et arveafgiftssystem karakteriseret ved, at hver arving skal betale en afgift af sin del af arven efter bodelingen. Sondringen vil ofte have betydning for den samlede skattebetaling. Da man i begge systemer typisk har et bundfradrag, vil den skattepligtige formue i et arveafgiftssystem modsat i et boafgiftssystem være afhængig af antallet af arvinger. I Danmark har man siden 1995 haft en boafgift, hvor man indtil dette år i stedet havde et arveafgiftssystem.